# Sarmizegetusa, Hunedoara
Sarmizegetusa (colocvial Grădiște, în maghiară Várhely, trad. aprox. locul cetății) este satul de reședință al comunei cu același nume din județul Hunedoara, Transilvania, România.
Pe teritoriul localității se găsesc ruinele cetății Ulpia Traiana Sarmizegetusa, fosta capitală a Daciei romane.

## Nume
Denumirea populară românească a localității este aceea de Grădiște, nume preluat pe filieră slavă (Grad = cetate), cu referire la ruinele cetății Ulpia Traiana. Numele maghiar Várhely (Locul Cetății) face de asemenea referire la ruinele găsite în perimetrul localității. În anul 1941, Grădiștea a primit denumirea oficială Sarmizegetusa.

## Demografie
Conform recensământului din 1930 localitatea număra 972 de locuitori, dintre care 938 români, 19 maghiari, 9 rromi ș.a. Sub aspect confesional populația era alcătuită din 917 greco-catolici, 28 ortodocși, 17 romano-catolici, 7 reformați ș.a.